# Fabio Torsiello
Fabio Torsiello (Darmstadt, 2 febbraio 2005) è un calciatore tedesco, attaccante dell'Unterhaching in prestito dal Darmstadt.

## Biografia
Nato in Germania da una famiglia di origini italiane.

## Carriera

### Club
Ha iniziato a giocare a calcio nel settore giovanile del Magonza, per poi passare al Darmstadt nel 2015. Il 1º agosto 2022 ha esordito in prima squadra nell'incontro di DFB-Pokal vinto 3-0 contro l'Ingolstadt 04 ed il 6 dicembre ha firmato il suo primo contratto professionistico.

### Nazionale
Ha giocato nelle nazionali giovanili tedesche Under-18 ed Under-19.

## Statistiche

### Presenze e reti nei club
Statistiche aggiornate al 13 gennaio 2024.
| Stagione        | Squadra         | Campionato      | Campionato | Campionato | Coppe nazionali | Coppe nazionali | Coppe nazionali | Coppe continentali | Coppe continentali | Coppe continentali | Altre coppe | Altre coppe | Altre coppe | Totale | Totale | Totale |
| Stagione        | Squadra         | Comp            | Pres       | Reti       | Comp            | Pres            | Reti            | Comp               | Pres               | Reti               | Comp        | Pres        | Reti        | Pres   | Reti   |        |
| --------------- | --------------- | --------------- | ---------- | ---------- | --------------- | --------------- | --------------- | ------------------ | ------------------ | ------------------ | ----------- | ----------- | ----------- | ------ | ------ | ------ |
| 2022-2023       | Darmstadt       | 2L              | 4          | 0          | CG              | 2               | 0               |                    | -                  | -                  |             | -           | -           | 6      | 0      |        |
| 2023-2024       | Darmstadt       | BL              | 10         | 0          | CG              | 0               | 0               |                    | -                  | -                  |             | -           | -           | 10     | 0      |        |
| Totale carriera | Totale carriera | Totale carriera | 14         | 0          |                 | 2               | 0               |                    | -                  | -                  |             | -           | -           | 16     | 0      |        |